# Gravure idol
Gravure idol (jap. グラビアイドル Gurabia aidoru; pol. dosł. Wklęsły idol) często skracany do Gradol (jap. グラドル Guradoru) – modelki, które pracują głównie dla magazynów dla mężczyzn i często pojawiają się w fotoksiążkach i na DVD. Modelki te są uważane za część ogólnego przemysłu idoli w Japonii. Nazwa „gurabia” (グラビア) to wasei-eigo pochodzące od „rotograwiury”, rodzaju druku wklęsłego, który kiedyś był podstawą fotografii prasowej. Wklęsłodruk jest nadal używany do drukowania komercyjnych magazynów.

Gravure idol

Idolki wklęsłodruku pojawiają się w szerokiej gamie stylów i gatunków fotograficznych. Ich fotografie są skierowane głównie do męskich czytelników, a pozy i zachowanie mają być prowokujące lub sugestywne i z reguły podkreślają atmosferę zabawy i niewinności, a nie agresywną ekspresję seksualną. Modelki rzadko są całkowicie nagie, choć czasami noszą ubrania, które odsłaniają większość ich ciała. Modelki te mogą rozpocząć modeling w wieku nastoletnim i kontynuować go do wczesnych lat 30. Oprócz pojawiania się w czasopismach głównego nurtu, idolki wklęsłodruku często wydają własne profesjonalne fotoksiążki i płyty DVD dla swoich fanów. Wiele popularnych japońskich idolek rozpoczęło swoją karierę właśnie w ten sposób.